# Мужская сборная Мальты по водному поло
Мужская сборная Мальты по водному поло — национальная ватерпольная команда, представляющая Мальту на международной арене. Управляющей организацией является Ассоциация водных видов спорта Мальты (англ. Aquatic Sports Association of Malta, ASA Malta).

## Результаты выступлений

### Олимпийские игры
| Год        | Место          | И              | В              | Н              | П              | ГЗ             | ГП             | +/-            |
| ---------- | -------------- | -------------- | -------------- | -------------- | -------------- | -------------- | -------------- | -------------- |
| 1900—1924  | не участвовали | не участвовали | не участвовали | не участвовали | не участвовали | не участвовали | не участвовали | не участвовали |
| 1928       | 8              | 2              | 1              | 0              | 1              | 3              | 17             | -14            |
| 1932       | не участвовали | не участвовали | не участвовали | не участвовали | не участвовали | не участвовали | не участвовали | не участвовали |
| 1936       | 16             | 3              | 0              | 0              | 3              | 2              | 27             | -25            |
| 1948—н. в. | не участвовали | не участвовали | не участвовали | не участвовали | не участвовали | не участвовали | не участвовали | не участвовали |

### Чемпионаты Европы
| Год       | Место          | И              | В              | Н              | П              | ГЗ             | ГП             | +/-            |
| --------- | -------------- | -------------- | -------------- | -------------- | -------------- | -------------- | -------------- | -------------- |
| 1926—2014 | не участвовали | не участвовали | не участвовали | не участвовали | не участвовали | не участвовали | не участвовали | не участвовали |
| 2016      | 15             | 7              | 0              | 1              | 6              | 40             | 112            | -72            |
| 2018      | 16             | 5              | 0              | 0              | 5              | 33             | 74             | -41            |
| 2020      | 16             | 5              | 0              | 0              | 5              | 30             | 89             | -59            |
| 2022      | 14             | 5              | 1              | 0              | 4              | 43             | 82             | -39            |
| 2024      | 15             | 5              | 2              | 0              | 3              | 55             | 76             | -21            |